# Leucosiidae
Leucosiidae Samouelle, 1819 è una famiglia di granchi appartenenti alla superfamiglia Leucosioidea.

## Tassonomia
In questa famiglia sono riconosciute 3 sottofamiglie e 69 generi:
- Sottofamiglia Cryptocneminae Stimpson, 1907
  - Cryptocnemus Stimpson, 1858
  - Leucisca MacLeay, 1838
  - Lissomorpha Ward, 1933
  - Onychomorpha Stimpson, 1858
- Sottofamiglia Ebaliinae Stimpson, 1871
  - AcanthiliaGalil, 2000
  - Afrophila Galil, 2009
  - Alox C. G. S. Tan & Ng, 1995
  - Ancylodactyla Galil, 2004
  - ArcaniaLeach, 1817
  - Atlantolocia Galil, 2009
  - Atlantophila Galil, 2009
  - Atlantotlos Doflein, 1904
  - Bellidilia Kinahan, 1856
  - Callidactylus Stimpson, 1871
  - CateiosC. G. S. Tan & Ng, 1995
  - DolosC. G. S. Tan & Richer de Forges, 1993
  - Ebalia Leach, 1817
  - EbaliopsisIhle, 1918
  - FavusLanchester, 1900
  - GaliliaNg & Richer de Forges, 2007
  - HeterolithadiaAlcock, 1896
  - HeteronuciaAlcock, 1896
  - HiplyraGalil, 2009
  - Ihleus Ovaere, 1989
  - IliaLeach, 1817
  - IliacanthaStimpson, 1871
  - IxaLeach, 1816
  - Leucosilia Bell, 1855
  - Lithadia Bell, 1855
  - Lyphira Galil, 2009
  - Merocryptoides Sakai, 1963
  - MerocryptusA. Milne-Edwards, 1873
  - MyraLeach, 1817
  - MyrineGalil, 2001
  - MyropsisStimpson, 1871
  - NobiliellaKomatsu & Takeda, 2003
  - NuciaDana, 1852
  - NuciopsSerène & Soh, 1976
  - NursiaLeach, 1817
  - NursiliaBell, 1855
  - OreophorusRüppell, 1830
  - Oreotlos Ihle, 1918
  - Orientotlos Sakai, 1980
  - Paranursia Serène & Soh, 1976
  - Parilia Wood-Mason & Alcock, 1891
  - PersephonaLeach, 1817
  - PhilyraLeach, 1817
  - Praebebalia Rathbun, 1911
  - Praosia C. G. S. Tan & Ng, 1993
  - Pseudomyra Capart, 1951
  - Pseudophilyra Miers, 1879
  - Pyrhila Galil, 2009
  - Randallia Stimpson, 1857
  - Raylilia Galil, 2001
  - Ryphila Galil, 2009
  - SpeloeophoroidesMelo & Torres, 1998
  - SpeloeophorusA. Milne-Edwards, 1865
  - TanaoaGalil, 2003
  - TlosAdams & White, 1849
  - TokoyoGalil, 2003
  - ToruGalil, 2003
  - UhliasStimpson, 1871
  - UrashimaGalil, 2003
- Sottofamiglia Leucosiinae Samouelle, 1819
  - Coleusia Galil, 2006
  - EuclosianaGalil & Ng, 2010
  - Leucosia Weber, 1795
  - Seulocia Galil, 200
  - SoceuliaGalil, 2006
  - Urnalana Galil, 2005